# Henk Lategan
Henk Lategan (5 maggio 1994) è un pilota di rally sudafricano, specializzato nei Rally raid.

## Carriera
Inzia la sua carriera nei rally giovanissimo, nel 2010, all'età di 16 anni, correndo in eventi nazionali. Nel 2013 inzia a correre fuori dai confini, correndo anche in Italia e nel campionato europeo. Nel 2015 corre anche nel mondiale nella categoria WRC-2 per un paio di eventi. Dopo quell'anno però, la sua carriera prende una svolta e comincia a correre nei Rally raid, tra cui ovviamente anche il Rally Dakar, riuscendo a conquistare il secondo posto nel 2025 e vincendo nella stessa stagione un evento del mondiale, il Rally raid del Sudafrica.

## Palmarès
- 4  South African cross-country series: 2019, 2020, 2021, 2022
- South African Rally-Raid championship: 2024
- 1 South African Safari Rally: 2025

## Risultati

### WRC
| 2015 | Scuderia | Vettura           |     |  |  |  |    |  |  |  |  |  |  |  |  |  |  |  | Punti | Pos. |
| ---- | -------- | ----------------- | --- |  |  |  | -- |  |  |  |  |  |  |  |  |  |  |  | ----- | ---- |
| 2015 |          | Škoda Fabia S2000 | Rit |  |  |  | 42 |  |  |  |  |  |  |  |  |  |  |  | 0     |      |

| Legenda | 1º posto | 2º posto | 3º posto | A punti | Senza punti | Ritirato | Squalificato | NP=Non partito C=Gara cancellata | Apice=Power stage |

### WRC2
| 2015 | Scuderia | Vettura           |     |  |  |  |    |  |  |  |  |  |  |  |  |  |  |  | Punti | Pos. |
| ---- | -------- | ----------------- | --- |  |  |  | -- |  |  |  |  |  |  |  |  |  |  |  | ----- | ---- |
| 2015 |          | Škoda Fabia S2000 | Rit |  |  |  | 13 |  |  |  |  |  |  |  |  |  |  |  | 0     |      |

| Legenda | 1º posto | 2º posto | 3º posto | A punti | Senza punti | Ritirato | Squalificato | NP=Non partito C=Gara cancellata | Apice=Power stage |

### Dakar
| Anno | Classe | Scuderia                    | Vettura                   | Pos. | TV |
| ---- | ------ | --------------------------- | ------------------------- | ---- | -- |
| 2021 | Auto   | Toyota Gazoo Racing         | Toyota Gazoo Racing Hilux | Rit  | 0  |
| 2022 | Auto   | Toyota Gazoo Racing         | Toyota GR DKR Hilux       | 31°  | 2  |
| 2023 | Auto   | Toyota Gazoo Racing         | Toyota GR DKR Hilux       | 5°   | 0  |
| 2025 | Auto   | Imt Evo Toyota Gazoo Racing | Toyota GR DKR Hilux EVO   | 2°   | 2  |

### W2RC
| Anno | Scuderia                                        | Vettura                 | 1         | 2   | 3      | 4   | 5   | Pos. | Punti |
| ---- | ----------------------------------------------- | ----------------------- | --------- | --- | ------ | --- | --- | ---- | ----- |
| 2025 | Imt Evo Toyota Gazoo Racing Toyota Gazoo Racing | Toyota GR DKR Hilux EVO | DAK 214+1 | ABU | SUD 19 | ULT | MAR |      | 94    |